# Boxweltmeisterschaften 1986
Die 4. Amateur-Boxweltmeisterschaften der Herren fanden 1986 in Reno, Nevada, statt.

## Ergebnisse

### Halbfliegengewicht (- 48 kg)
| Platz | Land | Athlet                  |
| ----- | ---- | ----------------------- |
| 1     | CUB  | Juan Torres             |
| 2     | PUR  | Luis Rulon *            |
| 3     | BRA  | Hamilton José Rodrigues |
| 3     | KOR  | Oh Kwang-soo            |

### Fliegengewicht (- 51 kg)
| Platz | Land | Athlet       |
| ----- | ---- | ------------ |
| 1     | CUB  | Pedro Reyes  |
| 2     | VEN  | David Grimán |
| 3     | HUN  | János Váradi |
| 3     | TUR  | Eyüp Can     |

### Bantamgewicht (- 54 kg)
| Platz | Land | Athlet          |
| ----- | ---- | --------------- |
| 1     | KOR  | Moon Sung-kil   |
| 2     | GDR  | René Breitbarth |
| 3     | CUB  | Arnaldo Mesa    |
| 3     | URS  | Juri Alexandrow |

### Federgewicht (- 57 kg)
| Platz | Land | Athlet        |
| ----- | ---- | ------------- |
| 1     | USA  | Kelcie Banks  |
| 2     | CUB  | Jesús Sollet  |
| 3     | GDR  | Andreas Zülow |
| 3     | POL  | Tomasz Nowak  |

### Leichtgewicht (- 60 kg)
| Platz | Land | Athlet            |
| ----- | ---- | ----------------- |
| 1     | CUB  | Adolfo Horta      |
| 2     | VEN  | Engels Pedroza    |
| 3     | URS  | Orsubek Nasarow   |
| 3     | BUL  | Emil Tschuprenski |

### Halbweltergewicht (- 63,5 kg)
| Platz | Land | Athlet               |
| ----- | ---- | -------------------- |
| 1     | URS  | Wassili Schischow    |
| 2     | CAN  | Howard Grant         |
| 3     | YUG  | Mirko Puzović        |
| 3     | BUL  | Borislaw Abadschijew |

### Weltergewicht (- 67 kg)
| Platz | Land | Athlet              |
| ----- | ---- | ------------------- |
| 1     | USA  | Kenneth Gould       |
| 2     | CUB  | Candelario Duvergel |
| 3     | HUN  | Tibor Molnar        |
| 3     | GDR  | Torsten Schmitz     |

### Halbmittelgewicht (- 71 kg)
| Platz | Land | Athlet           |
| ----- | ---- | ---------------- |
| 1     | CUB  | Ángel Espinosa   |
| 2     | GDR  | Enrico Richter   |
| 3     | URS  | Manwel Awetisjan |
| 3     | SWE  | Lotfi Ayed       |

### Mittelgewicht (- 75 kg)
| Platz | Land | Athlet                  |
| ----- | ---- | ----------------------- |
| 1     | USA  | Darin Allen             |
| 2     | GDR  | Henry Maske             |
| 3     | CUB  | Julio Quintana Martínez |
| 3     | POL  | Henryk Petrich          |

### Halbschwergewicht (- 81 kg)
| Platz | Land | Athlet        |
| ----- | ---- | ------------- |
| 1     | CUB  | Pablo Romero  |
| 2     | USA  | Loren Ross *  |
| 3     | BUL  | Dejan Kirilow |
| 3     | YUG  | Damir Škaro   |

### Schwergewicht (- 91 kg)
| Platz | Land | Athlet            |
| ----- | ---- | ----------------- |
| 1     | CUB  | Félix Savón       |
| 2     | NED  | Arnold Vanderlyde |
| 3     | BUL  | Swilen Rusinow    |
| 3     | USA  | Michael Bentt     |

### Superschwergewicht (+ 91 kg)
| Platz | Land | Athlet                 |
| ----- | ---- | ---------------------- |
| 1     | CUB  | Teófilo Stevenson      |
| 2     | USA  | Alex Garcia            |
| 3     | URS  | Wjatscheslaw Jakowljew |
| 3     | ITA  | Biagio Chianese        |

## Medaillenspiegel
| Rang | Land                            | Gold | Silber | Bronze | Gesamt |
| ---- | ------------------------------- | ---- | ------ | ------ | ------ |
| 1    | Kuba                            | 7    | 2      | 2      | 11     |
| 2    | Vereinigte Staaten              | 3    | 1      | 1      | 5      |
| 3    | Sowjetunion                     | 1    | 0      | 4      | 5      |
| 4    | Südkorea                        | 1    | 0      | 1      | 2      |
| 5    | Deutsche Demokratische Republik | 0    | 3      | 2      | 5      |
| 6    | Venezuela                       | 0    | 2      | 0      | 2      |
| 7    | Kanada                          | 0    | 1      | 0      | 1      |
| 7    | Niederlande                     | 0    | 1      | 0      | 1      |
| 9    | Bulgarien                       | 0    | 0      | 4      | 4      |
| 10   | Ungarn                          | 0    | 0      | 2      | 2      |
| 10   | Polen                           | 0    | 0      | 2      | 2      |
| 10   | Jugoslawien                     | 0    | 0      | 2      | 2      |
| 13   | Brasilien                       | 0    | 0      | 1      | 1      |
| 13   | Italien                         | 0    | 0      | 1      | 1      |
| 13   | Schweden                        | 0    | 0      | 1      | 1      |
| 13   | Türkei                          | 0    | 0      | 1      | 1      |
|      | Gesamt                          | 12   | 10     | 24     | 46     |

## Anmerkung
Die mit einem „*“ markierten Boxer wurden wegen positiven Dopingbefunds disqualifiziert!